# Yvonne Kleinmann

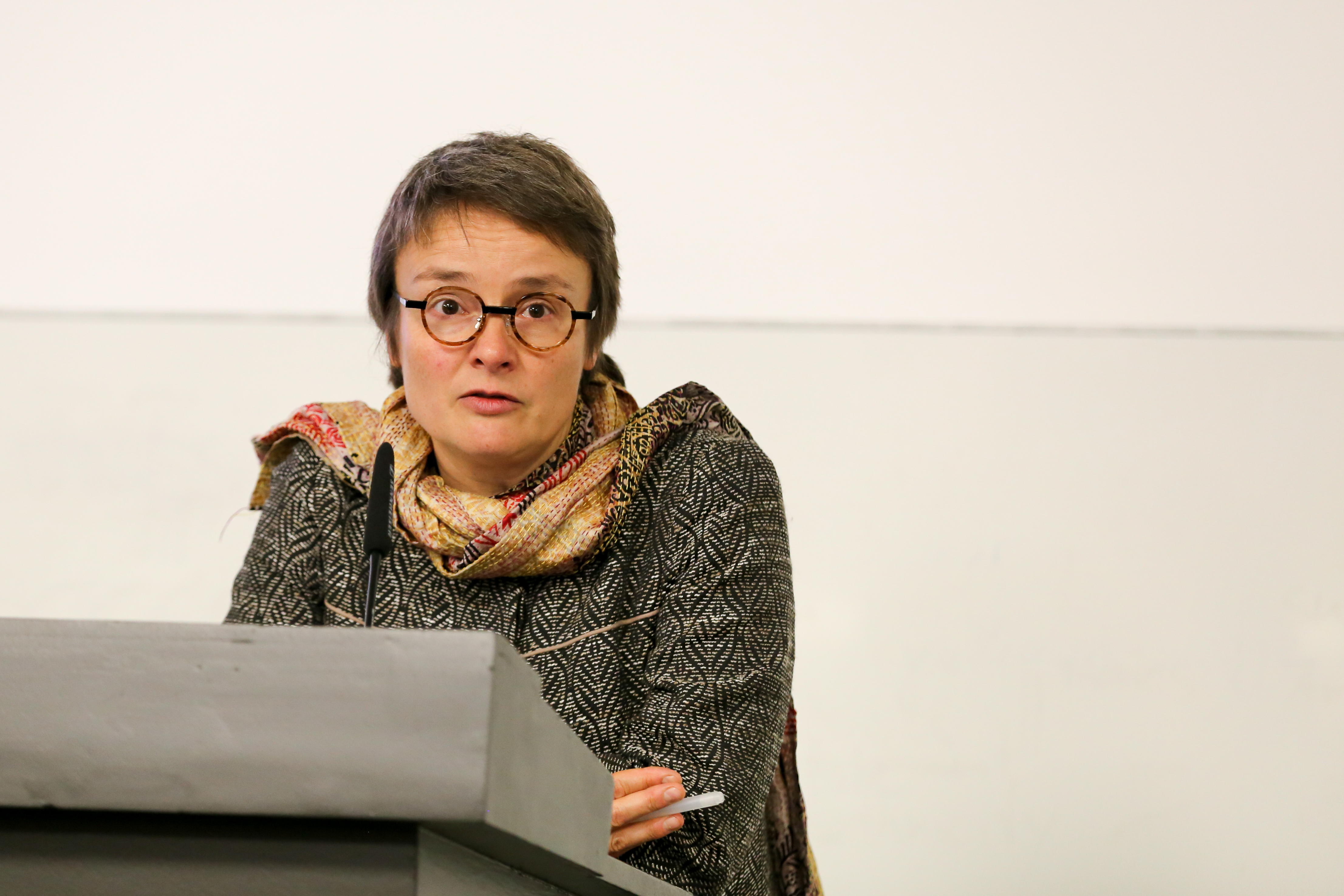
Yvonne Kleinmann (2019)

Yvonne Kleinmann (* 1970 in Kassel) ist eine deutsche Historikerin.

## Leben
Das Studium der Osteuropäischen Geschichte, Slavistik, Theater-, Film- und Fernsehwissenschaft an den Universitäten Köln, Mainz und Paris schloss sie 2003 mit der Promotion an der Universität Köln ab. Von 1996 bis 2000 war sie wissenschaftliche Mitarbeiterin am Institut für Osteuropäische Geschichte der Universität Mainz. Von 2000 bis 2001 war sie am Konzept der Dauerausstellung für das Jüdische Museum Berlin beteiligt. Von 2002 bis 2006 war sie Postdoc am Simon-Dubnow-Institut für jüdische Geschichte und Kultur und lehrte an der Universität Leipzig. 2006 und 2007 war sie Yad Hanadiv-Fellow an der Hebrew University of Jerusalem, am Center for the History of Polish Jews. 2007/2008 arbeitete sie als Gastwissenschaftlerin und Koordinatorin des Projekts „Religionsfrieden und Modi der Bewältigung religiöser/konfessioneller Konflikte in Ostmitteleuropa (16.–19. Jh.)“ am Geisteswissenschaftlichen Zentrum Geschichte und Kultur Ostmitteleuropas (GWZO) in Leipzig. Von 2008 bis 2013 leitete sie die Emmy Noether-Gruppe „Wege der Rechtsfindung in ethnisch-religiös gemischten Gesellschaften. Erfahrungsressourcen in Polen-Litauen und seinen Nachfolgestaaten“ am Institut für Slavistik (Kulturstudien Ostmitteleuropas) an der Universität Leipzig. Sie folgte im September 2013 der Berufung auf die Professur für Osteuropäische Geschichte mit dem Schwerpunkt Geschichte Polens und Ostmitteleuropas an der Martin-Luther-Universität Halle-Wittenberg.
Ihre Schwerpunkte in Forschung und Lehre sind Polen-Litauen in der frühen Neuzeit, Geschichte des Russländischen Reiches und Imperienvergleich, jüdische Lebenswelten im östlichen Europa, Stadtgeschichte, Religion und politische Herrschaft, Rechtsgeschichte und -anthropologie, Migration in Theorie und Empirie.

## Schriften (Auswahl)
- Neue Orte – neue Menschen. Jüdische Lebensformen in St. Petersburg und Moskau im 19. Jahrhundert. Vandenhoeck und Ruprecht, Göttingen 2006 (Dissertation).
- Hrsg. mit Dietlind Hüchtker, Martina Thomsen: Reden und Schweigen über religiöse Differenz. Tolerieren in epochenübergreifender Perspektive. Wallstein, Göttingen 2013.
- Hrsg. mit Jürgen Heyde, Karsten Holste, Dietlind Hüchtker und Katrin Steffen: Dekonstruieren und doch erzählen. Polnische und andere Geschichten. Wallstein, Göttingen 2015.
- Hrsg. mit Achim Rabus: Aleksander Brückner revisited. Debatten um Polen und Polentum in Geschichte und Gegenwart. Wallstein, Göttingen 2015.
- Hrsg. mit Stephan Stach, Tracie L. Wilson: Religion in the mirror of law. Eastern European perspectives from the early modern period to 1939. Klostermann, Frankfurt am Main 2016.
- Hrsg. mit Jürgen Heyde, Dietlind Hüchtker u. a.: Imaginations and configurations of Polish society. From the Middle Ages through the twentieth century. Wallstein, Göttingen 2019, ISBN 978-3-8353-1904-2.
- Hrsg. mit Paulina Gulińska-Jurgiel, Miloš Řezník and Dorothea Warneck: Ends of war. Interdisciplinary perspectives on past and new Polish regions after 1944. Wallstein, Göttingen 2019, ISBN 978-3-8353-3307-9.